# Осіма Наґіса
Наґіса Осіма (яп. 大島 渚, Ōshima Nagisa, 31 березня 1932 — 15 січня 2013) — японський кінорежисер.

## Вибрана фільмографія
- «Історія жорстокої юності» (1960)
- «Ніч і туман Японії» (1960)
- «Дослідження зводу непристойних пісень Японії» (1967)
- «Страта через повішення» (1968)
- «Історія, розказана після Токійської Війни» (1970)
- «Церемонія» (1971)
- «Імперія почуттів» (1976)
- «Табу» (1999)